# Vălenii de Munte
Vălenii de Munte es una ciudad con estatus de oraș de Rumania en el distrito de Prahova.
En 1907, el historiador Nicolae Iorga se instaló en la ciudad y al año siguiente fundó la Universidad Popular.

## Geografía
Se encuentra a una altitud de 354 m s. n. m. a 96 km de la capital, Bucarest.

## Demografía
Según estimación 2012 contaba con una población de 14 074 habitantes.
| 1948  | 1956  | 1966  | 1977   | 1992   | 2002   | 2012   |
| 4 491 | 5 472 | 7 380 | 10 508 | 13 689 | 13 309 | 14 074 |